# Szerbia körzetei

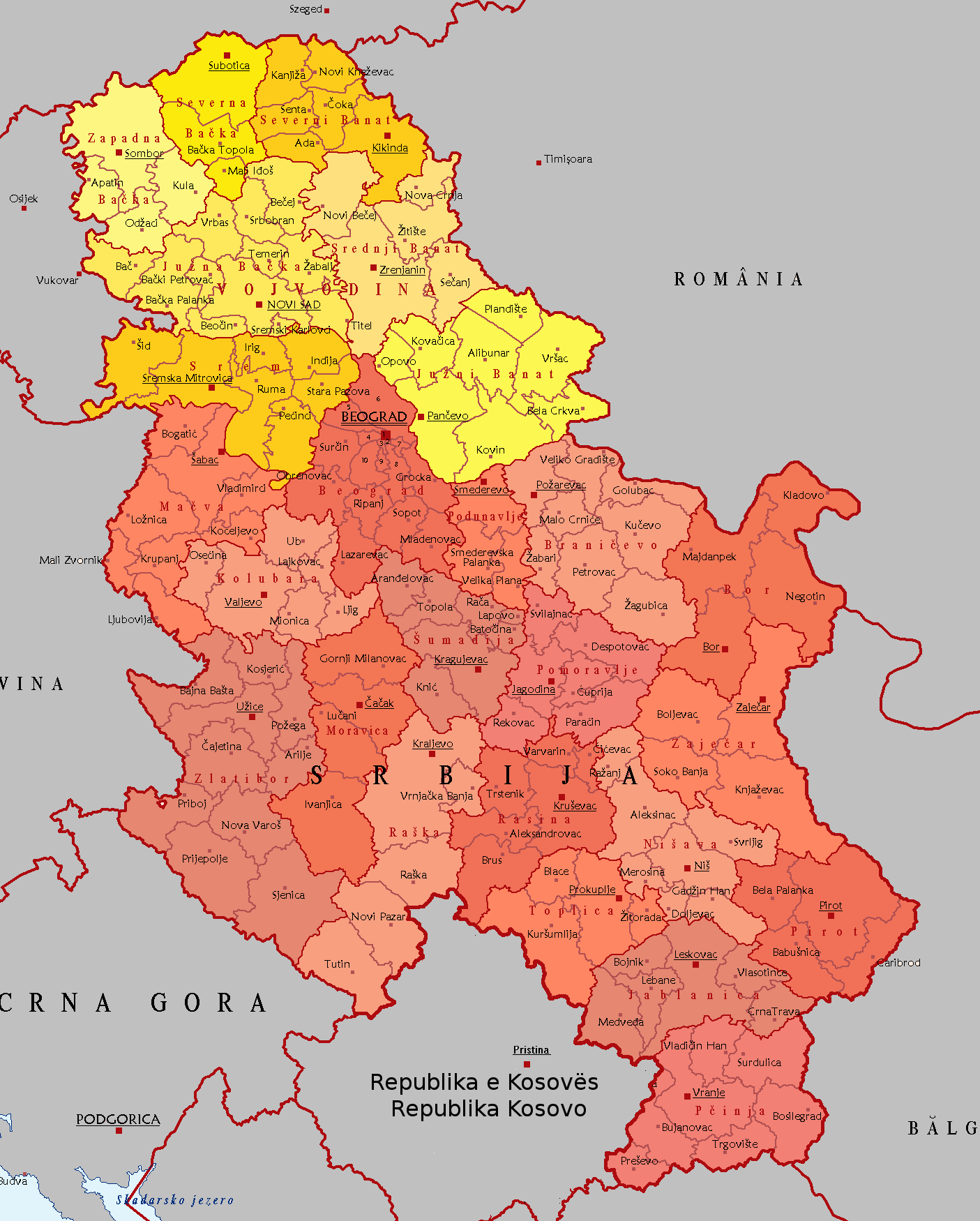

Szerbia a következő közigazgatási egységekre bontható fel: autonóm tartományok, körzetek (szerbül: Oкруг / Okrug), községek. A két autonóm tartománya Vajdaság és Koszovó. 2008. február 17-én Koszovó albán vezetése egyoldalúan kikiáltotta a tartomány függetlenségét, jelenleg az Egyesült Nemzetek Ideiglenes Koszovói Közigazgatási Missziójának (UNMIK) közigazgatása alatt van.
Szerbia kormánya a területén 29 körzetet (+ Belgrád (város és körzet)) ismer el.

## Közép-Szerbiakörzetei
(Zárójelben a szerb elnevezés szerepel.)

| Körzet                               | Székhely               | Terület (km²) | Népesség (fő, 2002) | Népsűrűség (km²) | Községek | Település száma |
| ------------------------------------ | ---------------------- | ------------- | ------------------- | ---------------- | --- | --------------- |
| Belgrád (Grad Beograd)               | Belgrád (Beograd)      | 3 222,68      | 1 576 124           | 488              | - Barajevo - Čukarica - Grocka - Lazarevac - Mladenovac - Obrenovac - Óváros (Stari Grad) - Palilula - Rakovica - Savski Venac - Sopot - Szurcsin (Surčin) - Újbelgrád (Novi Beograd) - Voždovac - Vračar - Zimony (Zemun) - Zvezdara |                 |
| Bor körzet (Borski okrug)            | Bor                    | 3 507         | 146 551             | 41,8             | - Bor - Kladovo - Majdanpek - Negotin | 90              |
| Braničevo körzet (Braničevski okrug) | Pozsarevác (Požarevac) | 3 865         | 200 503             | 51,9             | - Veliko Gradište - Pozsarevác (Požarevac) - Galambóc (Golubac) - Malo Crniće - Žabari - Petrovac - Kučevo - Žagubica | 189             |
| Jablanica körzet (Jablanički okrug)  | Leskovac               | 2 769         | 240 923             | 87,0             | - Leskovac - Bojnik - Lebane - Medveđa - Vlasotince - Crna Trava | 236             |
| Kolubara körzet (Kolubarski okrug)   | Valjevo                | 2 474         | 192 204             | 77,7             | - Osečina - Ub - Lajkovac - Valjevo - Mionica - Ljig | 218             |
| Mačva körzet (Mačvanski okrug)       | Szabács (Šabac)        | 3 268         | 329 625             | 100,9            | - Bogatić - Szabács (Šabac) - Loznica - Vladimirci - Koceljeva - Mali Zvornik - Krupanj - Ljubovija | 228             |
| Moravica körzet (Moravički okrug)    | Čačak                  | 3 016         | 224 772             | 74,5             | - Gornji Milanovac - Čačak - Lučani - Ivanjica | 206             |
| Nišava körzet (Nišavski okrug)       | Niš                    | 2 729         | 381 757             | 139,9            | - Aleksinac - Svrljig - Merošina - Ražanj - Doljevac - Gadžin Han - Medijana - Niška Banja - Palilula - Pantelej - Crveni Krst | 285             |
| Pčinja körzet (Pčinjski okrug)       | Vranje                 | 3 520         | 227 690             | 64,7             | - Vladičin Han - Surdulica - Bosilegrad - Trgovište - Vranje - Bujanovac - Preševo | 363             |
| Pirot körzet (Pirotski okrug)        | Pirot                  | 2 761         | 105 654             | 38,3             | - Bela Palanka - Pirot - Babušnica - Dimitrovgrad | 214             |
| Podunavlje körzet (Podunavski okrug) | Szendrő (Smederevo)    | 1 248         | 210 290             | 168,5            | - Szendrő (Smederevo) - Smederevska Palanka - Velika Plana | 58              |
| Pomoravlje körzet (Pomoravski okrug) | Jagodina               | 2 614         | 227 435             | 87,0             | - Jagodina - Ćuprija - Paraćin - Svilajnac - Despotovac - Rekovac | 191             |
| Rasina körzet (Rasinski okrug)       | Kruševac               | 2 667         | 259 441             | 96,0             | - Varvarin - Trstenik - Ćićevac - Kruševac - Aleksandrovac - Brus | 296             |
| Raška körzet (Raški okrug)           | Kraljevo               | 3 918         | 291 230             | 74,3             | - Kraljevo - Vrnjačka Banja - Raška - Novi Pazar - Tutin | 359             |
| Šumadija körzet (Šumadijski okrug)   | Kragujevac             | 2 387         | 298 778             | 125,2            | - Aranđelovac - Topola - Récse (Rača) - Batočina - Knić - Lapovo - Aerodrom - Pivara - Stanovo - Stari Grad - Stragari | 174             |
| Toplica körzet (Toplički okrug)      | Prokuplje              | 2 231         | 102 075             | 45,7             | - Prokuplje - Blace - Kuršumlija - Žitorađa | 267             |
| Zaječar körzet (Zaječarski okrug)    | Zaječar                | 3 623         | 137 561             | 37,7             | - Boljevac - Knjaževac - Zaječar - Sokobanja | 173             |
| Zlatibor körzet (Zlatiborski okrug)  | Užice                  | 6 140         | 313 396             | 51,0             | - Bajina Bašta - Kosjerić - Užice - Požega - Čajetina - Arilje - Nova Varoš - Prijepolje - Sjenica - Priboj | 438             |

## Vajdasági körzetek
A Szerbia részét alkotó Vajdaság Autonóm Tartomány hét közigazgatási körzetre van felosztva.
(Zárójelben a szerb elnevezés szerepel.)

| Körzet                                        | Székhely                              | Terület (km²) | Népesség (fő, 2002) | Népsűrűség (fő/km²) | Községek | Települések száma |
| --------------------------------------------- | ------------------------------------- | ------------- | ------------------- | ------------------- | --- | ----------------- |
| Dél-bácskai körzet (Južnobački okrug)         | Újvidék (Novi Sad)                    | 4 016         | 593 666             | 147,8               | - Bács (Bač) - Belcsény (Beočin) - Karlóca (Sremski Karlovci) - Óbecse (Bečej) - Palánka (Bačka Palanka) - Petrőc (Bački Petrovac) - Pétervárad (Petrovaradin) - Szenttamás (Srbobran) - Temerin (Temerin) - Titel (Titel) - Újvidék (Novi Sad) - Verbász (Vrbas) - Zsablya (Žabalj) | 77                |
| Dél-bánsági körzet (Južno-banatski okrug)     | Pancsova (Pančevo)                    | 4 245         | 313 937             | 73,6                | - Alibunár (Alibunar) - Antalfalva (Kovačica) - Fehértemplom (Bela Crkva) - Kevevára (Kovin) - Ópáva (Opovo) - Pancsova (Pančevo) - Versec (Vrsac) - Zichyfalva (Plandište) | 94                |
| Észak-bácskai körzet (Severnobački okrug)     | Szabadka (Subotica)                   | 1 784         | 200 140             | 112,2               | - Kishegyes (Mali Iđoš) - Szabadka (Subotica) - Topolya (Bačka Topola) | 45                |
| Észak-bánsági körzet (Severno-banatski okrug) | Nagykikinda (Kikinda)                 | 2 329         | 165 881             | 71,2                | - Ada (Ada) - Csóka (Čoka) - Magyarkanizsa (Kanjiža) - Nagykikinda (Kikinda) - Törökkanizsa (Novi Kneževac) - Zenta (Senta) | 50                |
| Közép-bánsági körzet (Srednje-banatski okrug) | Nagybecskerek (Zrenjanin)             | 3 256         | 208 456             | 64,0                | - Begaszentgyörgy (Žitište) - Magyarcsernye (Nova Crnja) - Nagybecskerek (Zrenjanin) - Torontálszécsány (Sečanj) - Törökbecse (Novi Bečej) | 55                |
| Nyugat-bácskai körzet (Zapadno-bački okrug)   | Zombor (Sombor)                       | 2 420         | 214 011             | 88,4                | - Apatin (Apatin) - Hódság (Odžaci) - Kúla (Kula) - Zombor (Sombor) | 37                |
| Szerémségi körzet (Sremski okrug)             | Szávaszentdemeter (Sremska Mitrovica) | 3 486         | 335 901             | 96,4                | - India (Inđija) - Ópazova (Stara Pazova) - Pecsince (Pećinci) - Árpatarló (Ruma) - Sid (Šid) - Szávaszentdemeter (Sremska Mitrovica) - Ürög (Irig) | 109               |

## Koszovói körzetek

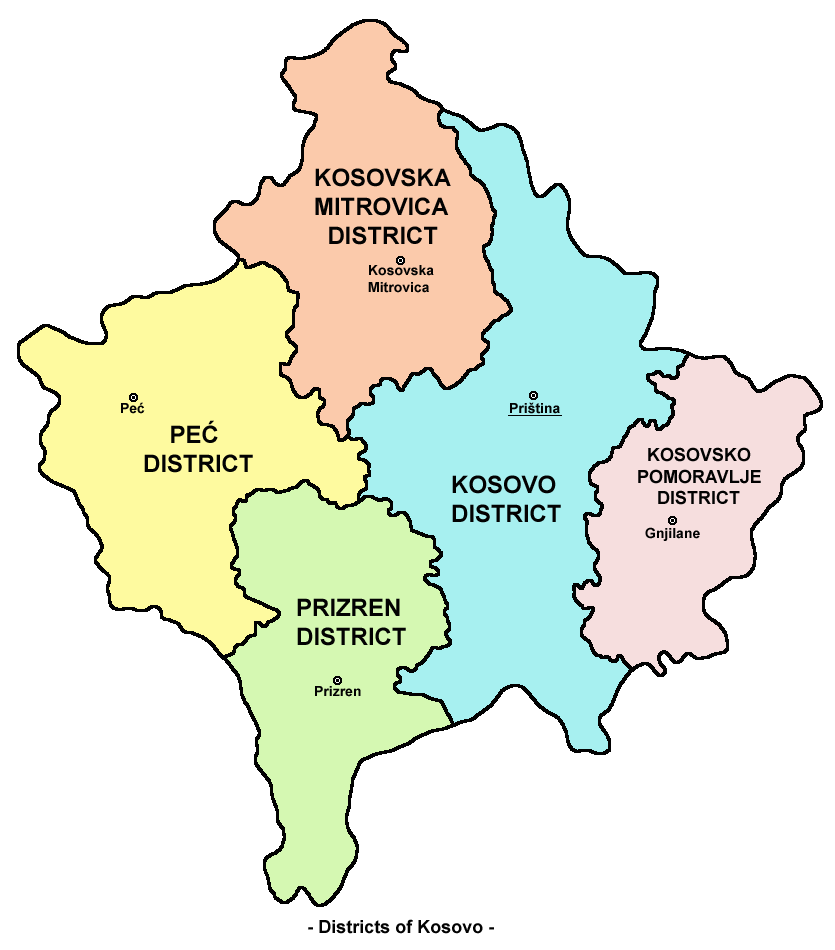
Koszovói körzetek

| Körzet                                                  | Székhely           | Terület (km²) | Települések száma | Községek                                                                                                   |
| ------------------------------------------------------- | ------------------ | ------------- | ----------------- | --- |
| Koszovó körzet (Kosovski okrug)                         | Pristina           | 3 095         | 393               | - Podujevo - Pristina - Uroševac - Obilić - Glogovac - Lipljan - Kosovo Polje - Štimlje - Štrpce - Kačanik |
| Kosovo-Pomoravlje körzet (Kosovsko-Pomoravski okrug)    | Gnjilane           | 1 388         | 184               | - Kosovska Kamenica - Novo Brdo - Gnjilane - Vitina                                                        |
| Kosovska Mitrovica körzet (Kosovsko - Mitrovački okrug) | Kosovska Mitrovica | 2 054         | 335               | - Zubin Potok - Leposavić - Zvečan - Kosovska Mitrovica - Srbica - Vučitrn                                 |
| Peć körzet (Pećki okrug)                                | Peć                | 2 460         | 317               | - Peć - Istok - Klina - Dečani - Đakovica                                                                  |
| Prizren körzet (Prizrenski okrug)                       | Prizren            | 1 902         | 220               | - Suva Reka - Orahovac - Prizren - Gora - Opolje                                                           |

## Koszovói (UNMIK) körzetek

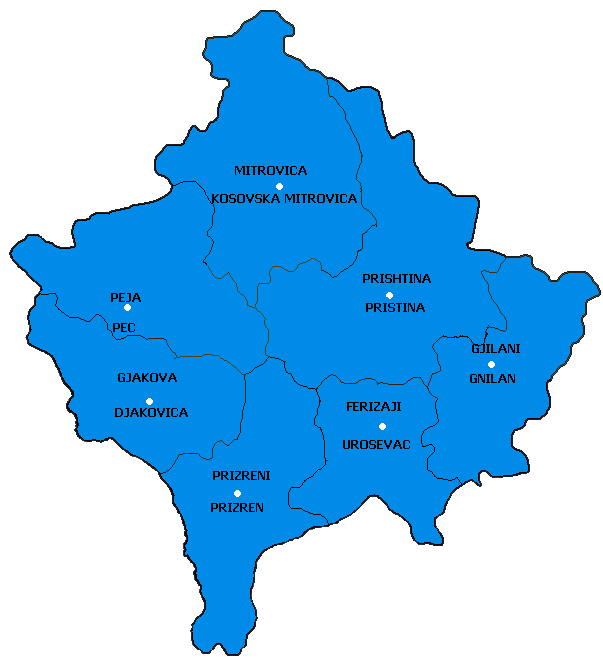
Koszovói körzetek (UNMIK)

Az UNMIK által létrehozott körzetek, ezeket Szerbia kormánya nem ismeri el.
| Körzet 1990-2000                                     | Községek 1990-2000                                                                                         | Körzetek (UNMIK)                                     | Községek                                                                       |
| ---------------------------------------------------- | --- | ---------------------------------------------------- | ------------------------------------------------------------------------------ |
| Koszovó körzet (Kosovski okrug)                      | - Pristina - Glogovac - Kosovo Polje - Lipljan - Obilić - Podujevo - Uroševac - Štimlje - Kačanik - Štrpce | Priština körzet (Prištinski okrug)                   | - Priština - Glogovac - Kosovo Polje - Lipljan - Obilić - Podujevo - Novo Brdo |
| Koszovó körzet (Kosovski okrug)                      | - Pristina - Glogovac - Kosovo Polje - Lipljan - Obilić - Podujevo - Uroševac - Štimlje - Kačanik - Štrpce | Uroševac (Uroševački okrug)                          | - Uroševac - Štimlje - Kačanik - Štrpce                                        |
| Kosovo-Pomoravlje körzet (Kosovsko-Pomoravski okrug) | - Kosovska Kamenica - Novo Brdo - Gnjilane - Vitina                                                        | Gnjilane (Gnjilanski okrug)                          | - Kosovska Kamenica - Gnjilane - Vitina                                        |
| Kosovska Mitrovica (Kosovsko - Mitrovački okrug)     | - Kosovska Mitrovica - Leposavić - Srbica - Vučitrn - Zubin Potok - Zvečan                                 | Kosovska Mitrovica körzet (Kosovskomitrovački okrug) | - Kosovska Mitrovica - Leposavić - Srbica - Vučitrn - Zubin Potok - Zvečan     |
| Peć körzet (Pećki okrug)                             | - Peć - Istok - Klina - Đakovica - Dečani                                                                  | Peć körzet (Pećki okrug)                             | - Peć - Istok - Klina                                                          |
| Peć körzet (Pećki okrug)                             | - Peć - Istok - Klina - Đakovica - Dečani                                                                  | Đakovica körzet (Đakovički okrug)                    | - Đakovica - Dečani - Orahovac                                                 |
| Prizren körzet (Prizrenski okrug)                    | - Orahovac - Suva Reka - Prizren - Opolje - Gora                                                           | Prizren körzet (Prizrenski okrug)                    | - Mališevo - Suva Reka - Prizren - Dragaš                                      |